# Piotr Paziński
Piotr Paziński (Varsavia, 9 luglio 1973) è uno scrittore, saggista e giornalista polacco.

## Biografia
È editor responsabile della rivista «Midrasz», la pubblicazione di riferimento per gli ebrei polacchi, di cui Paziński è tra i più noti rappresentanti culturali della terza generazione post Olocausto. Ha pubblicato diversi saggi su James Joyce. Con il romanzo Pensjonat (2009) ha vinto, tra i numerosi riconoscimenti in patria, anche il "Passport Award" per la letteratura del magazine polacca «Polityka» e il Premio letterario dell'Unione europea 2012. 
Il romanzo Pensjonat è stato tradotto in italiano da Alessandro Amenta con il titolo La pensione. 
Nella sua seconda opera, una raccolta di racconti: Ptasie ulice (Le vie degli uccelli, 2013), riprende l'atmosfera del romanzo.

## Opere
- Labirynt i drzewo. Studia nad Ulissesem Jamesa Joyce'a (2005)
- Dublin z Ulissesem : wraz ze słownikiem bohaterów Ulissesa (2008)
- Pensjonat (2009)
  - La pensione, Sesto San Giovanni, Mimesis, 2016 traduzione di Alessandro Amenta ISBN 978-88-575-3674-3.
- Ptasie ulice (2013)